# Ordine della Croce di Ferro (Ucraina)
L'Ordine della Croce di Ferro (in ucraino Орден «Залізний Xрест»?, Orden "Zaliznyj Chrest") era l'unica onorificenza militare della Repubblica Popolare Ucraina, istituita nel 1920 per i soldati che presero parte alla prima campagna invernale nell'ambito della guerra sovietico-ucraina. Il nome completo era Ordine della Croce di Ferro per la campagna e le battaglie invernali.

## Storia
Dopo il tentativo fallito di istituire delle onorificenze della Repubblica Popolare Ucraina fra il 1918 e il 1919 per mancanza di fondi, la prima campagna invernale del 1919-1920 spinse il Presidente Symon Petljura a creare l'Ordine della Croce di Ferro, fondato il 19 ottobre 1920 presso Kam"janec'-Podil's'kyj. Le stesse difficoltà finanziarie che avevano impedito la produzione degli altri ordini cavallereschi ostacolarono anche questo, ma alcune croci vennero fabbricate a Varsavia e a Leopoli nel 1921. In totale vennero assegnate ai militari ucraini fra le 3.000 e le 4.000 onorificenze. I primi tre a ricevere la Croce di Ferro furono, nell'ordine: il colonnello generale Michajlo Omeljanovyč-Pavlenko (comandante della prima campagna invernale), il generale Jurij Josypovyč Tjutjunnyk (comandante in capo dell'esercito ucraino) e Oleksandr Zahrods'kyj (comandante della divisione Volinia).

## Descrizione
La medaglia consisteva in una croce greca di 43 mm realizzata in ferro, bordata di rame all'interno dei bracci, e contenente una versione stilizzata dello stemma dell'Ucraina, ossia un tridente giallo in un medaglione in smalto blu, al centro di una stella a quattro punte in metallo dorato. Sul retro si trovano l'iscrizione "Per la campagna invernale" (in ucraino За зимовий похід?, Za zymovyj pochid), la data e il numero di concessione. Il nastro era largo 35 mm, di colore azzurro con tre pali gialli.
A partire dal 2019 la medaglia è rappresentata nello stemma della 28ª Brigata meccanizzata "Cavalieri della Campagna Invernale" delle Forze terrestri ucraine.
Nel 2022, in seguito alla riforma delle onorificenze del Ministero della difesa dell'Ucraina, è stata istituita la medaglia "Croce di Ferro", che richiama le insegne dell'ordine del 1920.

## Insigniti notabili
- Michajlo Omeljanovyč-Pavlenko
- Jurij Josypovyč Tjutjunnyk
- Oleksandr Zahrods'kyj
- Symon Petljura
- Ivan Lytvynenko
- Petro Djačenko